# Christophe Aulnette
Christophe Aulnette est un investisseur et un spécialiste du développement d’entreprises technologiques. Senior advisor chez Apax Partners, il a été président de Microsoft en Asie du Sud, de Microsoft France, ainsi que directeur général du groupe Netgem.
Il a été premier adjoint au maire de Neuilly-sur-Seine.

## Biographie

### Formation
Christophe Aulnette est diplômé de l’École nationale supérieure des télécommunications (Télécom Paris).

### Débuts professionnels
Il commence sa carrière chez SDP, puis rejoint Microsoft France en 1988. Il y exerce plusieurs responsabilités, notamment celle de directeur des opérations Grands Comptes.

### Les années 2000-2010
Il est successivement nommé président de Microsoft Asie du Sud, puis président de Microsoft France entre 2001 et 2005.
En mars 2005, Christophe Aulnette devient président du directoire d’Altran Technologies,. Il rejoint ensuite Netgem, une entreprise spécialisée dans les solutions IPTV, où il est nommé directeur général en juin 2009. Sous sa direction, Netgem conclut un partenariat stratégique avec l’opérateur australien Telstra pour le lancement de la T-Box, un boîtier TV basé sur les technologies de l’entreprise.